# Don MacDougall
Donald W. MacDougall ist ein Tontechniker, der neben Nominierungen für verschiedene Auszeichnungen den Oscar für den besten Ton erhielt.

## Leben
Einer der ersten Filme, an denen Don MacDougall als Tontechniker beteiligt war, war der Animationsfilm Die neun Leben von Fritz the Cat im Jahr 1974. Es folgte 1975 der Musicalfilm Funny Lady, für den MacDougall zusammen mit Richard Portman, Curly Thirlwell und Jack Solomon bei der Oscarverleihung 1976 für den Oscar in der Kategorie „Bester Ton“ nominiert wurde. Zwei Jahre später folgten zwei weitere Nominierungen bei der Oscarverleihung 1978 in dieser Kategorie, zum einen für Unheimliche Begegnung der dritten Art, zum anderen für den Science-Fiction-Film Krieg der Sterne von George Lucas. Für Krieg der Sterne wurde ihm zusammen mit Ray West, Bob Minkler und Derek Ball der Filmpreis verliehen. Auch 1979 und 1980 war MacDougall jeweils für einen Oscar nominiert. Insgesamt arbeitete er an mehr als 130 Kino- und Fernsehfilmen als Tontechniker, in den 90er Jahren übernahm er auch in mehreren Serien diese Funktion, darunter Akte X und Millennium. Zuletzt arbeitete er 1999 an einer Episode der Zeichentrickserie Expedition der Stachelbeeren und dem Filmdrama Dschungel der Gefahren.

## Filmografie (Auswahl)
- 1974: Die neun Leben von Fritz the Cat (The Nine Lives of Fritz the Cat)
- 1975: Funny Lady
- 1976: Mel Brooks’ letzte Verrücktheit: Silent Movie (Silent Movie)
- 1977: Krieg der Sterne (Star Wars)
- 1977: Eleanor and Franklin: The White House Years (TV-Film)
- 1977: Unheimliche Begegnung der dritten Art (Close Encounters of the Third Kind)
- 1978: Das große Dings bei Brinks (The Brink's Job)
- 1978: Die Augen der Laura Mars (Eyes of Laura Mars)
- 1978: Um Kopf und Kragen (Hooper)
- 1979: Psychock (The Silent Scream)
- 1979: Was, du willst nicht? (The Main Event)
- 1979: 1941 – Wo bitte geht’s nach Hollywood (1941)
- 1980: Blues Brothers (The Blues Brothers)
- 1980: Die Dschungelolympiade (Animalympics)
- 1980: Das Tor zum Himmel (Heaven's Gate)
- 1981: Flucht oder Sieg (Victory)
- 1981: Der Einzelgänger (Thief)
- 1983: Bad Boys – Klein und gefährlich (Bad Boys)
- 1983: Projekt Brainstorm (Brainstorm)
- 1983: Duell der Besten (I Paladini. Storia d'armi e d'amori)
- 1984: Der Bär (The Bear)
- 1984: Police Academy – Dümmer als die Polizei erlaubt (Police Academy)
- 1984: Im Todestal der Wölfe (The Hills Have Eyes Part II)
- 1985: Lanny dreht auf (Better Off Dead)
- 1986: Die Frau vom Boß (The Boss' Wife)
- 1987: Das Chaoten-Team (Disorderlies)
- 1987: Drei auf dem Highway – Three for the Road (Three for the Road)
- 1988: Terrorist on Trial: The United States vs. Salim Ajami (TV-Film)
- 1988: Sunset – Dämmerung in Hollywood (Sunset)
- 1988: Earth Star Voyager (TV-Miniserie)
- 1988: Der letzte Outlaw (Miles from Home)
- 1989: In 80 Tagen um die Welt (Around The World In 80 Days) (TV-Miniserie)
- 1990: Fire Syndrome (Spontaneous Combustion)
- 1990: China O’Brien
- 1991: Wolfsblut (White Fang)
- 1992: Tom & Jerry – Der Film (Tom & Jerry – The Movie)
- 1992: Spaceshift (Waxwork II: Lost in Time)
- 1993: The Challenge – Die Herausforderung (The Program)
- 1995: Das Yakuza-Kartell (No Way Back)
- 1995: Chaos! Schwiegersohn Junior im Gerichtssaal (Jury Duty)
- 1996: Todesdiät – Der Preis der Schönheit (When Friendship Kills) (TV-Film)
- 1995–1996: Space 2063 (Space) (Serie – 22 Episoden)
- 1995–1996: Akte X (The X-Files) (TV-Serie – 3 Episoden)
- 1996–1997: Millennium – Fürchte deinen Nächsten wie Dich selbst (Millennium) (TV-Serie – 21 Episoden)
- 1998: Fellows – Auf Leben und Tod (Charades)
- 1999: Expedition der Stachelbeeren (The Wild Thornberrys) (TV-Serie – 1 Episode)

## Auszeichnungen und Nominierungen
- 1976: Oscar-Nominierung in der Kategorie „Bester Ton“ für Funny Lady
- 1977: Emmy-Nominierung in der Kategorie „Outstanding Achievement in Film Sound Mixing“ für Eleanor and Franklin: The White House Years
- 1978: Oscar-Nominierung in der Kategorie „Bester Ton“ für Unheimliche Begegnung der dritten Art
- 1978: Oscar in der Kategorie „Bester Ton“ für Krieg der Sterne
- 1979: BAFTA-Award in der Kategorie „Bester Ton“ für Krieg der Sterne
- 1979: Nominierung für den BAFTA-Award in der Kategorie „Bester Ton“ für Unheimliche Begegnung der dritten Art
- 1979: Oscar-Nominierung in der Kategorie „Bester Ton“ für Um Kopf und Kragen
- 1980: Oscar-Nominierung in der Kategorie „Bester Ton“ für 1941 – Wo bitte geht’s nach Hollywood
- 1988: Emmy-Nominierung in der Kategorie „Outstanding Sound Mixing for a Dramatic Miniseries or a Special“ für Earth Star Voyager
- 1988: Emmy in der Kategorie „Outstanding Sound Mixing for a Dramatic Miniseries or a Special“ für Terrorist on Trial: The United States vs. Salim Ajami